# Augusto Curi
Augusto Curi (Servigliano, 15 agosto 1870 – Bari, 28 marzo 1933) è stato un arcivescovo cattolico italiano.

## Biografia
Ebbe la prima formazione religiosa a Montegranaro, dal sacerdote Domenico Svampa che poi sarebbe diventato arcivescovo di Bologna e cardinale.
Entrato nel seminario di Fermo a 11 anni, fu ordinato sacerdote il 24 marzo 1894 dall'arcivescovo cardinale Amilcare Malagola. Dopo aver retto l'incarico di sostituto cancelliere fu priore parroco dell'insigne collegiata di San Michele Arcangelo a Fermo dal 1897 al 1912 e professore di teologia morale, teologia pastorale e diritto canonico nel seminario interdiocesano di quella città. Promosse il periodico cattolico La voce delle Marche del quale fu direttore.
Nel campo sociale ed economico la sua costante azione fu vasta. Fondò la fiorente cassa rurale e ricoprì il ruolo di direttore dell'Opera Cucine Economiche e dell'Unione Cooperativa di Consumo.
Nel 1912 era stato nominato dall'arcivescovo Castelli arcidiacono della cattedrale di Fermo.
Con una bolla di Benedetto XV fu nominato vescovo di Cagli e Pergola il 23 dicembre 1918 e ricevette la consacrazione episcopale il 25 marzo 1919 nella cattedrale di Fermo. Prima di prendere possesso delle due diocesi (in coincidenza del suo 25º anno di sacerdozio) fu nominato amministratore apostolico delle diocesi di Macerata e Tolentino, ufficio che resse per alcuni mesi.
Entrò in Cagli il 1º febbraio 1920 accolto da alcuni canti sovversivi coperti dal canto dei fedeli. Quando, però, il 16 agosto 1925 partì per ricoprire il nuovo incarico in molti vollero accompagnarlo tanto che la sua automobile marciò per lunga distanza a passo d'uomo.
Il 5 maggio 1925 fu nominato arcivescovo di Bari e Canosa, succedendo ad un altro vescovo di origine marchigiana, Pietro Pomares y de Morant, precocemente scomparso. Fece il suo ingresso in diocesi il 18 ottobre 1925 e qui rimase per quasi otto anni, finché un tumore lo condusse alla morte dopo lunghe sofferenze.
Durante il ministero pastorale a Bari promosse i restauri della cattedrale e portò a compimento la chiesa di San Giuseppe al quartiere Madonnella, la cui costruzione era stata avviata dal suo predecessore, Giulio Vaccaro. In tale chiesa volle essere sepolto.

## Genealogia episcopale
La genealogia episcopale è:
- Cardinale Scipione Rebiba
- Cardinale Giulio Antonio Santori
- Cardinale Girolamo Bernerio, O.P.
- Arcivescovo Galeazzo Sanvitale
- Cardinale Ludovico Ludovisi
- Cardinale Luigi Caetani
- Cardinale Ulderico Carpegna
- Cardinale Paluzzo Paluzzi Altieri degli Albertoni
- Papa Benedetto XIII
- Papa Benedetto XIV
- Papa Clemente XIII
- Cardinale Marcantonio Colonna
- Cardinale Giacinto Sigismondo Gerdil, B.
- Cardinale Giulio Maria della Somaglia
- Cardinale Carlo Odescalchi, S.I.
- Cardinale Costantino Patrizi Naro
- Cardinale Lucido Maria Parocchi
- Cardinale Andrea Carlo Ferrari
- Arcivescovo Carlo Castelli
- Arcivescovo Augusto Curi